# Doraemon (videojuego de 1986)
Doraemon (ドラえもん lit. "Doraemon"?) es un videojuego de 1986 desarrollado y publicado por Hudson Soft para la Family Computer exclusivamente en Japón. Está basado en la serie de manga japonesa del mismo nombre de Fujiko F. Fujio (seudónimo de Hiroshi Fujimoto), que más tarde se convirtió en una serie de anime y una franquicia de medios asiáticos. Fue el décimo juego de Famicom más vendido lanzado en 1986, vendiendo aproximadamente 1,150,000 copias en su vida útil. Es el tercer juego creado para la licencia de Doraemon después de las versiones creadas para Arcadia 2001 y Epoch Cassette Vision. Aunque el juego es completamente jugable por un jugador sin conocimientos de japonés, el traductor de ROM, Neokid y Sky Yoshi lanzaron un parche de traducción al inglés para el juego, pero ambos son completamente diferentes.

## Jugabilidad
En este juego, Doraemon debe viajar a través de tres capítulos diferentes para salvar a Nobita y sus amigos, quienes han sido secuestrados. Cada mundo es en realidad un juego diferente con su propio estilo de género y sistema de juego, y fue diseñado por un diseñador principal diferente. El primer capítulo es un juego de acción que se desarrolla en un pionero que se desplaza continuamente en cuatro direcciones. El segundo capítulo es un juego de disparos que se desplaza por la guarida del mal automáticamente tanto en dirección horizontal como vertical. El tercer capítulo es un juego de aventuras acuáticas donde cada pantalla se desplaza a la siguiente. Cada mundo debe completarse derrotando a un jefe al final. Luego, el jugador avanzará al siguiente capítulo, hasta que los tres jefes hayan sido derrotados. Se pueden obtener potenciadores en cada capítulo para aumentar la fuerza y el medidor de salud de Doraemon. Se puede encontrar un potenciador del siguiente capítulo en los dos primeros capítulos para darte una ventaja cuando finalmente llegues allí.